# De Dallas-Paradox
De Dallas-Paradox is een stripalbum uit 1996 en de tweede aflevering van de Storm spin-offserie Kronieken van de Tussentijd, getekend door Dick Matena (onder pseudoniem John Kelly) naar een scenario van Martin Lodewijk.

## Verhaallijn
Stal&in, heerser van Zialtab ontdekt een manier om via zwarte gaten terug te gaan in de tijd. Storm, Roodhaar en Zita keren terug naar de Verenigde Staten van de jaren '60 van de 20e eeuw om daar de robot te stoppen die als enige wist te ontsnappen aan het einde van Het Voyager-Virus. De robot wilde in de jaren 60 de geschiedenis veranderen om het communisme alsnog te laten winnen.